# Повракульский
Повракульский — остров в дельте реки Северная Двина в северной части города Архангельска. Омывается протоками Северной Двины Кузнечихой (на востоке), Маймаксой (на северо-западе) и рекой Соломбалкой (на юго-востоке).

## Описание
От острова Лодмостров на северо-востоке Повракульский отделяется протокой Большая Двинка. К западу от острова Повракульский находятся острова Линский Прилук и Бревенник. По острову протекают реки: Ваганиха, Повракулка, Хаторица, Долгая Щель.

## История
Во время Крымской войны в 1854 году на острове Повракульский на берегу реки Маймаксы была оборудована береговая артиллерийская батарея, имевшая восемь 18-фунтовых пушек.

## Экономика
Административно остров находится на территории Маймаксанского и Северного округов городского округа «Архангельск» и Талажского сельского поселения Приморского района Архангельской области.
У северной оконечности острова Повракульский (шир. 64°40' N. долг. 40°35' О) при слиянии рек Маймакса и Кузнечиха, находится аванпорт Экономия порта Архангельск, до которого от станции Архангельск-Город по острову через станцию Соломбалка проложена железная дорога.
На территории острова находятся жилые микрорайоны 22-го, 25-го, 27-го и 26-го лесозаводов, гидролизного завода, аванпорта «Экономия» и микрорайона Первых Пятилеток, а также деревни Повракульская и Корелы (Юрьеминская, Юрьемля).

## Карты
- Повракульский на карте Wikimapia Архивировано 25 августа 2011 года.
- [mapq37.narod.ru/map1/iq37128129130.html Топографическая карта Q-37-128,129,130. Архангельск — 1 : 100 000]